# NGC 105
NGC 105は、うお座の方角に推定約2.4億光年離れた位置にある渦巻銀河である。1884年にエドゥアール・ステファンが発見し、視等級は14.1である。
NGC 105内で、SN 1997cw（Ia型、視等級16.5）とSN 2007A（Ia型、視等級16）の2つの超新星が観測されている。